# セルヒオ・ポスティゴ
セルヒオ・ポスティゴ・レドンド（Sergio Postigo Redondo，1988年11月4日 - ）は、スペイン・マドリード州マドリード出身のサッカー選手。セグンダ・ディビシオン・CDミランデス所属。ポジションはディフェンダー。

## 来歴
2007-08シーズンにCDレガネスでプロデビュー。2010年7月にCAオサスナに移籍し、Bチームで2シーズンプレー。ヘタフェCFのBチームを経て、2013年にレガネスに復帰。
2015年7月20日、セリエBのスペツィア・カルチョと契約。2015-16シーズンは31試合に出場。
2016年7月16日、レバンテUDと2年契約を締結。2016-17シーズン、レバンテはセグンダ・ディビシオンで優勝。更にラ・リーガ復帰を決めた2017年4月29日のレアル・オビエド戦では、ポスティゴのゴールで1-0で勝利し、リーガ復帰が決定した。
初のトップリーグとなった2017-18シーズンは14位で終え、リーガ残留。2018年10月20日のレアル・マドリード戦では、ホセ・ルイス・モラレスの先制ゴールをアシストする活躍で、敵地サンティアゴ・ベルナベウでの2-1の勝利に貢献した。
2024年7月17日、CDミランデスに1年契約で移籍した。